# It's a Mad, Mad, Mad, Mad Marge
"Uma Marge Muito Doida" (It's a Mad, Mad, Mad, Mad Marge) é o vigésimo primeiro episódio da décima primeira temporada de Os Simpsons. Foi exibido originalmente pela Fox nos Estados Unidos em 14 de maio de 2000. Neste episódio, Becky (Parker Posey), a noiva de Otto, é abandonada por ele e convidada a passar uns tempos com a família Simpson, até Marge acreditar que Becky está tentando mata-la para tomar seu lugar.
O episódio foi dirigido por Steven Dean Moore e escrito por Larry Doyle. Doyle foi designado para escrever o episódio com base no desejo da atriz Drew Barrymore de aparecer em um episódio da série. Barrymore apareceu em um episódio posterior e o papel de Becky foi dado a Posey.

## Sinopse
Após Otto pedir sua namorada Becky em casamento, Bart sugere que a cerimônia ocorra no quintal dos Simpsons. Na hora da casamento, Otto recebe uma banda de tributo ao Poison e Becky revela para Marge que odeia heavy metal, forçando Otto a escolher entre ela e a música, o que faz ele  fugir com a banda e abandonar a noiva.
Convidada para passar um tempo morando com os Simpsons, Becky logo conquista a todos da família, o que preocupa Marge. Quando coisas estranhas começam a acontecer com ela, Marge acredita que Becky esteja tentando matá-la para tomar o seu lugar na família. Paranoica, ela faz de tudo para afastar Becky e acaba sendo tida como louca pela população.

## Referências culturais

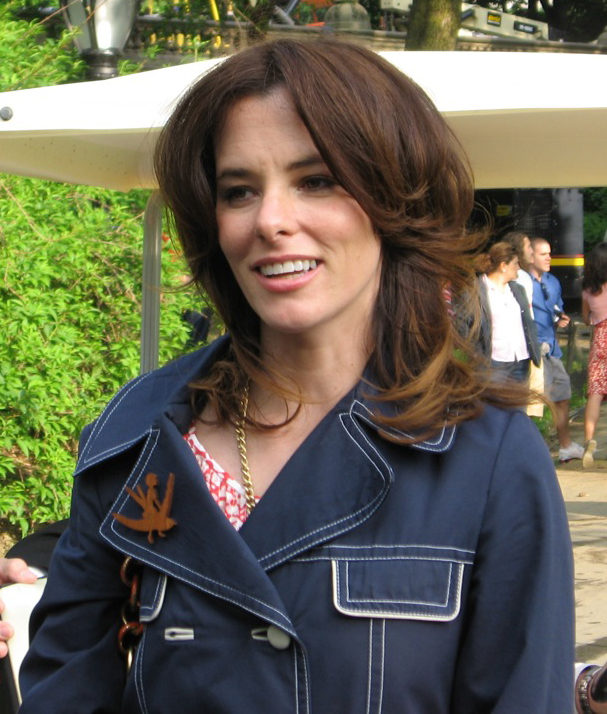
A atriz americana Parker Posey fez o papel de Becky.